# Olivier Lenglet
Olivier Lenglet (* 20. února 1960 Saint-Quentin, Francie) je bývalý francouzský sportovní šermíř, který se specializoval na šerm kordem. Francii reprezentoval v osmdesátých letech a počátkem devadesátých let. Účastnil se tří olympijských her. Svých největších úspěchů dosáhl s favorizovaným francouzským družstvem, se kterým získal v roce 1988 zlatou olympijskou medaili a tituly mistra světa. Mezi jednotlivci se pravidelně dostával do čtvrtfinále, ale jeho maximem bylo třetí místo z mistrovství světa v roce 1986.